# Campeonato Canadiense de Fútbol 2023
El Campeonato Canadiense de Fútbol 2023 fue la edición número 16 de la competición del fútbol de Copa Nacional de Canadá. Empezó el 18 de abril de 2023 y terminó el 7 de junio del mismo año. El campeón aseguró su cupo para la Liga de Campeones de la Concacaf 2024.
El Vancouver Whitecaps partió como el defensor del título.

## Formato
Al igual que el disputado en 2022, todo el torneo se jugó a partido único (en caso de empate tras los 90 minutos, el partido se decidió en penales). Ocho equipos de la Canadian Premier League, Vaughan Azzurri, Laval y TSS Rovers jugaron una ronda preliminar por un lugar en los cuartos de final. Mientras que, Toronto y Vancouver Whitecaps, empezaron la competencia desde la ronda de cuartos de final por ser el campeón defensor, el subcampeón de la edición anterior respectivamente.
Los 12 equipos que disputaron la ronda preliminar fueron divididos en tres bombos según su posición geográfica, y en un cuarto bombo se colocaron a los equipos clasificados en la ronda de cuartos de final.
El 17 de enero de 2023, Canada Soccer anunció que el sorteo del campeonato se llevaría a cabo el 31 de enero a las 20:00 ET. Los detalles del sorteo y los bombos se anunciaron el 24 de enero. Debido al comienzo anticipado del torneo, solo 5 de los 12 equipos pudieron organizar un partido en la primera ronda. Los equipos se asignaron en bombos según la geografía (este u oeste) y la capacidad de hospedaje.
| Bombo 1            | Bombo 2                        | Bombo 3                          | Bombo 4                       | Bombo 5                     | Bombo 6                           |
| ------------------ | ------------------------------ | -------------------------------- | ----------------------------- | --------------------------- | --------------------------------- |
| Pacific TSS Rovers | Cavalry Vancouver F. C. Valour | Forge York United C. F. Montréal | Atlético Ottawa HFX Wanderers | Vaughan Azzurri F. C. Laval | Vancouver Whitecaps Toronto F. C. |

### Distribución
| Ronda                         | Equipos que entran en esta ronda | Equipos que provienen de la ronda anterior    |
| ----------------------------- | --- | --------------------------------------------- |
| Ronda preliminar (12 equipos) | - 3 equipos campeones divisionales de la League1 Canadá - 8 equipos de la Canadian Premier League - Un equipo de la Major League Soccer |                                               |
| Cuartos de final (8 equipos)  | - 2 finalistas del Campeonato Canadiense de Fútbol 2022                                                                                 | - 6 ganadores de la ronda preliminar          |
| Semifinales (4 equipos)       | | - 4 ganadores de la ronda de cuartos de final |
| Final (2 equipos)             | | - 2 ganadores de la ronda de semifinales      |

## Equipos participantes
| Equipo              | Ciudad    | Liga                    |
| ------------------- | --------- | ----------------------- |
| Atlético Ottawa     | Ottawa    | Canadian Premier League |
| Cavalry             | Calgary   | Canadian Premier League |
| Vaughan Azzurri     | Vaughan   | League1 Canadá          |
| F. C. Laval         | Laval     | League1 Canadá          |
| Vancouver F. C.     | Vancouver | Canadian Premier League |
| Forge               | Hamilton  | Canadian Premier League |
| TSS Rovers          | Burnaby   | League1 Canadá          |
| HFX Wanderers       | Halifax   | Canadian Premier League |
| C. F. Montréal      | Montreal  | Major League Soccer     |
| Pacific             | Langford  | Canadian Premier League |
| Toronto F. C.       | Toronto   | Major League Soccer     |
| Valour              | Winnipeg  | Canadian Premier League |
| Vancouver Whitecaps | Vancouver | Major League Soccer     |
| York United         | Toronto   | Canadian Premier League |

### Equipos por provincia
| Provincia          | N.º | Equipos                                                             |
| ------------------ | --- | ------------------------------------------------------------------- |
| Ontario            | 5   | Forge, Atlético Ottawa, Toronto F. C., Vaughan Azzurri, York United |
| Columbia Británica | 4   | TSS Rovers, Pacific, Vancouver F. C., Vancouver Whitecaps           |
| Quebec             | 2   | F. C. Laval, C. F. Montréal                                         |
| Alberta            | 1   | Calvary                                                             |
| Manitoba           | 1   | Valour                                                              |
| Nueva Escocia      | 1   | HFX Wanderers                                                       |

## Cuadro de desarrollo
|  | Ronda preliminar 18 al 20 de abril | Ronda preliminar 18 al 20 de abril |                     |       | Cuartos de final 9 y 10 de mayo | Cuartos de final 9 y 10 de mayo |  |  | Semifinales 24 de mayo | Semifinales 24 de mayo |  |  | Final 7 de junio | Final 7 de junio |
|  |                                    |                                    |                     |       |                                 |                                 |  |  |                        |                        |  |  |                  |                  |
|  |                                    |                                    |                     |       |                                 |                                 |  |  |                        |                        |  |  |                  |                  |
|  |                                    |                                    |                     |       |                                 |                                 |  |  |                        |                        |  |  |                  |                  |
|  | Pacific                            | 1 (5)                              |                     |       |                                 |                                 |  |  |                        |                        |  |  |                  |                  |
|  | Pacific                            | 1 (5)                              |                     |       |                                 |                                 |  |  |                        |                        |  |  |                  |                  |
|  | Cavalry                            | 1 (3)                              |                     |       |                                 |                                 |  |  |                        |                        |  |  |                  |                  |
|  | Cavalry                            | 1 (3)                              | Pacific             | 2     |                                 |                                 |  |  |                        |                        |  |  |                  |                  |
|  |                                    |                                    | Pacific             | 2     |                                 |                                 |  |  |                        |                        |  |  |                  |                  |
|  |                                    | TSS Rovers                         | 0                   |       |                                 |                                 |  |  |                        |                        |  |  |                  |                  |
|  | TSS Rovers                         | TSS Rovers                         | 0                   | 3     |                                 |                                 |  |  |                        |                        |  |  |                  |                  |
|  | TSS Rovers                         |                                    |                     | 3     |                                 |                                 |  |  |                        |                        |  |  |                  |                  |
|  | Valour                             | 1                                  |                     |       |                                 |                                 |  |  |                        |                        |  |  |                  |                  |
|  | Valour                             | 1                                  | Pacific             | 0     |                                 |                                 |  |  |                        |                        |  |  |                  |                  |
|  |                                    |                                    | Pacific             | 0     |                                 |                                 |  |  |                        |                        |  |  |                  |                  |
|  |                                    | Vancouver Whitecaps                | 3                   |       |                                 |                                 |  |  |                        |                        |  |  |                  |                  |
|  | York United                        | Vancouver Whitecaps                | 3                   | 1     |                                 |                                 |  |  |                        |                        |  |  |                  |                  |
|  | York United                        |                                    |                     | 1     |                                 |                                 |  |  |                        |                        |  |  |                  |                  |
|  | Vancouver F. C.                    | 0                                  |                     |       |                                 |                                 |  |  |                        |                        |  |  |                  |                  |
|  | Vancouver F. C.                    | 0                                  | York United         | 1     |                                 |                                 |  |  |                        |                        |  |  |                  |                  |
|  |                                    |                                    | York United         | 1     |                                 |                                 |  |  |                        |                        |  |  |                  |                  |
|  |                                    |                                    | Vancouver Whitecaps | 4     |                                 |                                 |  |  |                        |                        |  |  |                  |                  |
|  |                                    |                                    | Vancouver Whitecaps | 4     |                                 |                                 |  |  |                        |                        |  |  |                  |                  |
|  |                                    |                                    |                     |       |                                 |                                 |  |  |                        |                        |  |  |                  |                  |
|  |                                    |                                    |                     |       |                                 |                                 |  |  |                        |                        |  |  |                  |                  |
|  | Vancouver Whitecaps                | 2                                  |                     |       |                                 |                                 |  |  |                        |                        |  |  |                  |                  |
|  | Vancouver Whitecaps                | 2                                  |                     |       |                                 |                                 |  |  |                        |                        |  |  |                  |                  |
|  |                                    | C. F. Montréal                     | 1                   |       |                                 |                                 |  |  |                        |                        |  |  |                  |                  |
|  |                                    | C. F. Montréal                     | 1                   |       |                                 |                                 |  |  |                        |                        |  |  |                  |                  |
|  |                                    |                                    |                     |       |                                 |                                 |  |  |                        |                        |  |  |                  |                  |
|  |                                    |                                    |                     |       |                                 |                                 |  |  |                        |                        |  |  |                  |                  |
|  | Toronto F. C.                      | 1                                  |                     |       |                                 |                                 |  |  |                        |                        |  |  |                  |                  |
|  | Toronto F. C.                      | 1                                  |                     |       |                                 |                                 |  |  |                        |                        |  |  |                  |                  |
|  |                                    |                                    | C. F. Montréal      | 2     |                                 |                                 |  |  |                        |                        |  |  |                  |                  |
|  | C. F. Montréal                     | 2                                  | C. F. Montréal      | 2     |                                 |                                 |  |  |                        |                        |  |  |                  |                  |
|  | C. F. Montréal                     | 2                                  |                     |       |                                 |                                 |  |  |                        |                        |  |  |                  |                  |
|  | Vaughan Azzurri                    | 0                                  |                     |       |                                 |                                 |  |  |                        |                        |  |  |                  |                  |
|  | Vaughan Azzurri                    | 0                                  | C. F. Montréal      | 2     |                                 |                                 |  |  |                        |                        |  |  |                  |                  |
|  |                                    |                                    | C. F. Montréal      | 2     |                                 |                                 |  |  |                        |                        |  |  |                  |                  |
|  |                                    | Forge                              | 0                   |       |                                 |                                 |  |  |                        |                        |  |  |                  |                  |
|  | HFX Wanderers                      | Forge                              | 0                   | 1     |                                 |                                 |  |  |                        |                        |  |  |                  |                  |
|  | HFX Wanderers                      |                                    |                     | 1     |                                 |                                 |  |  |                        |                        |  |  |                  |                  |
|  | Atlético Ottawa                    | 3                                  |                     |       |                                 |                                 |  |  |                        |                        |  |  |                  |                  |
|  | Atlético Ottawa                    | 3                                  | Atlético Ottawa     | 1 (2) |                                 |                                 |  |  |                        |                        |  |  |                  |                  |
|  |                                    |                                    | Atlético Ottawa     | 1 (2) |                                 |                                 |  |  |                        |                        |  |  |                  |                  |
|  |                                    | Forge                              | 1 (3)               |       |                                 |                                 |  |  |                        |                        |  |  |                  |                  |
|  | Forge                              | Forge                              | 1 (3)               | 3     |                                 |                                 |  |  |                        |                        |  |  |                  |                  |
|  | Forge                              |                                    |                     | 3     |                                 |                                 |  |  |                        |                        |  |  |                  |                  |
|  | F. C. Laval                        | 0                                  |                     |       |                                 |                                 |  |  |                        |                        |  |  |                  |                  |
|  | F. C. Laval                        | 0                                  |                     |       |                                 |                                 |  |  |                        |                        |  |  |                  |                  |

## Ronda preliminar
Los partidos se disputaron entre el 18 y 20 de abril de 2023.
| Equipo 1       | Resultado    | Equipo 2        |
| -------------- | ------------ | --------------- |
| Forge          | 3–0          | F. C. Laval     |
| C. F. Montréal | 2–0          | Vaughan Azzurri |
| TSS Rovers     | 3–1          | Valour          |
| York United    | 1–0          | Vancouver F. C. |
| HFX Wanderers  | 1–3          | Atlético Ottawa |
| Pacific        | 1–1 (5–3 p.) | Calvary         |

## Cuartos de final
| 9 de mayo         | Forge                                                               | 1 – 1 (t. s.)(3 – 2 p.)    | Atlético Ottawa                                              | Tim Hortons Field, Hamilton |                         |
| 19:00 (UTC-04:00) | Bekker 76'                                                          | Reporte                    | Bassett 87' (pen.)                                           | Árbitro(s): Filip Dujic     | Árbitro(s): Filip Dujic |
|                   |                                                                     | Tiros desde el punto penal |                                                              |                             |                         |
|                   | - Sissoko - Hamilton - Achinioti-Jönsson - Pacius - Borges - Jensen |                            | - Verhoven - Singh - G. dos Santos - Salter - Shaw - Bassett |                             |                         |

| 9 de mayo         | Toronto F. C. | 1 – 2   | C. F. Montréal                    | BMO Field, Toronto                                       |                                                          |
| 19:00 (UTC-04:00) | Insigne 44'   | Reporte | - Brault-Guillard 35' - Offor 39' | Asistencia: 17 726 espectadores Árbitro(s): Yusri Rudolf | Asistencia: 17 726 espectadores Árbitro(s): Yusri Rudolf |

| 10 de mayo        | York United | 1 – 4   | Vancouver Whitecaps                                                     | York Lions Stadium, Toronto                            |                                                        |
| 19:30 (UTC-04:00) | Ricci 90'   | Reporte | - Adekugbe 64' (a.g.) - Becher 76' - Johnson 88' - Gressel 90+2' (pen.) | Asistencia: 1827 espectadores Árbitro(s): Drew Fischer | Asistencia: 1827 espectadores Árbitro(s): Drew Fischer |

| 10 de mayo        | Pacific                       | 2 – 0   | TSS Rovers | Starlight Stadium, Langford |                             |
| 19:30 (UTC-07:00) | - Heard 66' (pen.) - Reid 87' | Reporte |            | Árbitro(s): Myriam Marcotte | Árbitro(s): Myriam Marcotte |

## Semifinales
| 24 de mayo        | C. F. Montréal               | 2 – 0   | Forge | Estadio Saputo, Montreal                                        |                                                                 |
| 19:00 (UTC-04:00) | - Lassiter 54' - Ibrahim 78' | Reporte |       | Asistencia: 10 062 espectadores Árbitro(s): Pierre-Luc Lauzière | Asistencia: 10 062 espectadores Árbitro(s): Pierre-Luc Lauzière |

| 24 de mayo        | Pacific | 0 – 3   | Vancouver Whitecaps                    | Starlight Stadium, Langford                            |                                                        |
| 19:00 (UTC-07:00) |         | Reporte | - Gressel 14' - Ahmed 17' - Becher 78' | Asistencia: 5221 espectadores Árbitro(s): Drew Fischer | Asistencia: 5221 espectadores Árbitro(s): Drew Fischer |

## Final
| 7 de junio        | Vancouver Whitecaps            | 2 – 1   | C. F. Montréal | Estadio BC Place, Vancouver                             |                                                         |
| 19:00 (UTC-07:00) | - White 57' - Gauld 65' (pen.) | Reporte | Ibrahim 83'    | Asistencia: 20 072 espectadores Árbitro(s): Filip Dujic | Asistencia: 20 072 espectadores Árbitro(s): Filip Dujic |

|                                         |
| Bandera de Canadá                       |
| Campeón Vancouver Whitecaps 3.er título |